# Lobbeser Rummel

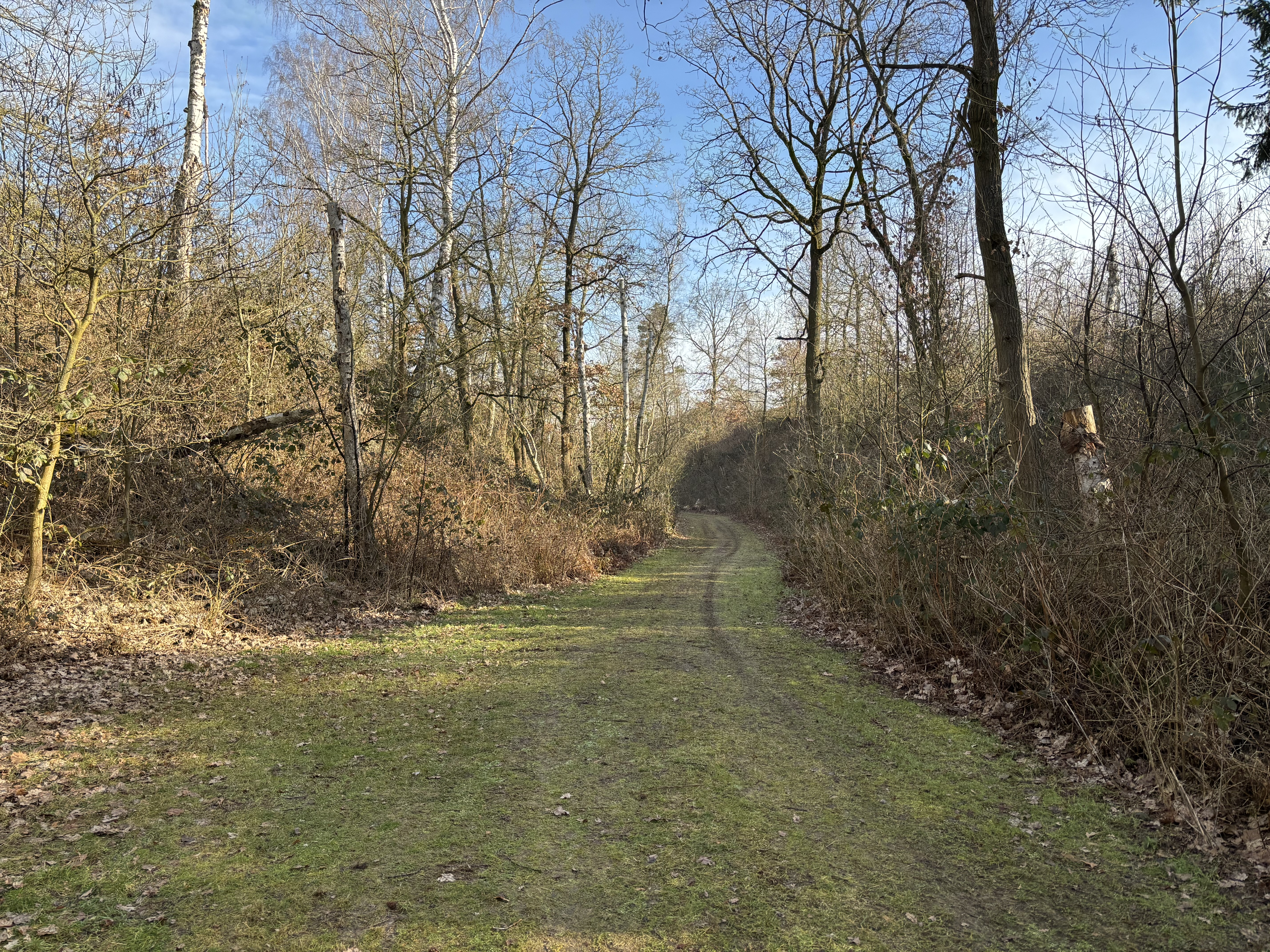
Lobbeser Rummel

Die Lobbeser Rummel ist ein periglaziales Trockental im Hohen Fläming im Land Brandenburg. Sie liegt auf der Gemarkung der Stadt Treuenbrietzen in der Nähe des Ortsteils Lobbese.

## Lage
Das Trockental mit einer Fläche von rund 19 Hektar liegt am äußersten südwestlichen Rand der Gemarkung und dort westlich von Lobbese. Westlich grenzt die Gemeinde Rabenstein/Fläming an. Im Süden befindet sich die Landesgrenze zu Sachsen-Anhalt.

## Zustand und Entwicklungsmöglichkeiten
Insgesamt 16 der 19 Hektar Fläche sind bewaldet; es dominiert die Kiefer. Für eine günstige Entwicklung wurde 2006 in einer Studie ein Umbau zu einem Buchenwald empfohlen. Kleinere Flächen sind mit Trockenrasenelementen bewachsen, die jedoch insbesondere durch die umliegenden Ackerflächen überdüngt sind. Die Studie empfiehlt daher eine jährliche Mahd mit einem anschließenden Abtransport des Mahdgutes. Empfohlen wird weiterhin, den östlich der Rummel gelegenen Acker erosionsmindernd zu bewirtschaften, da es ansonsten zu weiteren Einträgen aus dem Acker in die Rummel kommen kann.